# Собачка Ейвельманса
Собачка Ейвельманса (Lipophrys heuvelmansi) — вид морських собачок, поширений в Адріатичному морі, а саме в Зеленій лагуні біля Пореча (Істрія, Хорватія). Вид названий в честь франко-бельгійського криптозоолога Бернара Ейвельманса.